# Олесница
Олесни́ца (пол. Oleśnica [ɔlɛɕˈɲiʦa]/[олещни́ца], нем. Oels) — город в Польше, входит в Нижнесилезское воеводство, Олесницкий повят. Имеет статус городской гмины. Занимает площадь 20,95 км². Население — 36 968 человек (на 2004 год).

## История
Герцогский замок с находящимся рядом торговым поселением впервые упоминается в 1189 году.
После Потсдамской конференции город включён в состав Польши.

## Известные жители
- Вильям Гельпах
- Зигмар Польке

## Фотографии

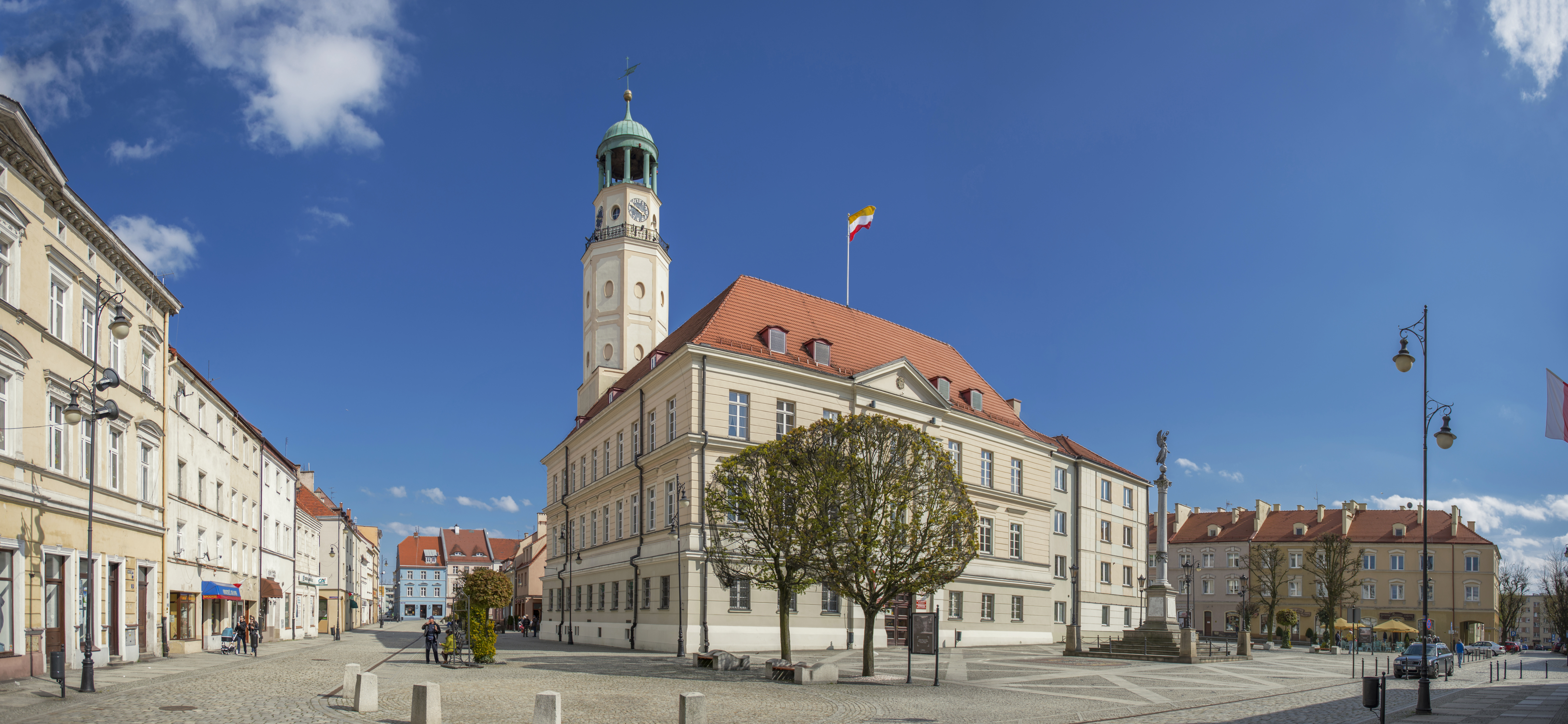
Ратуша и рыночная площадь
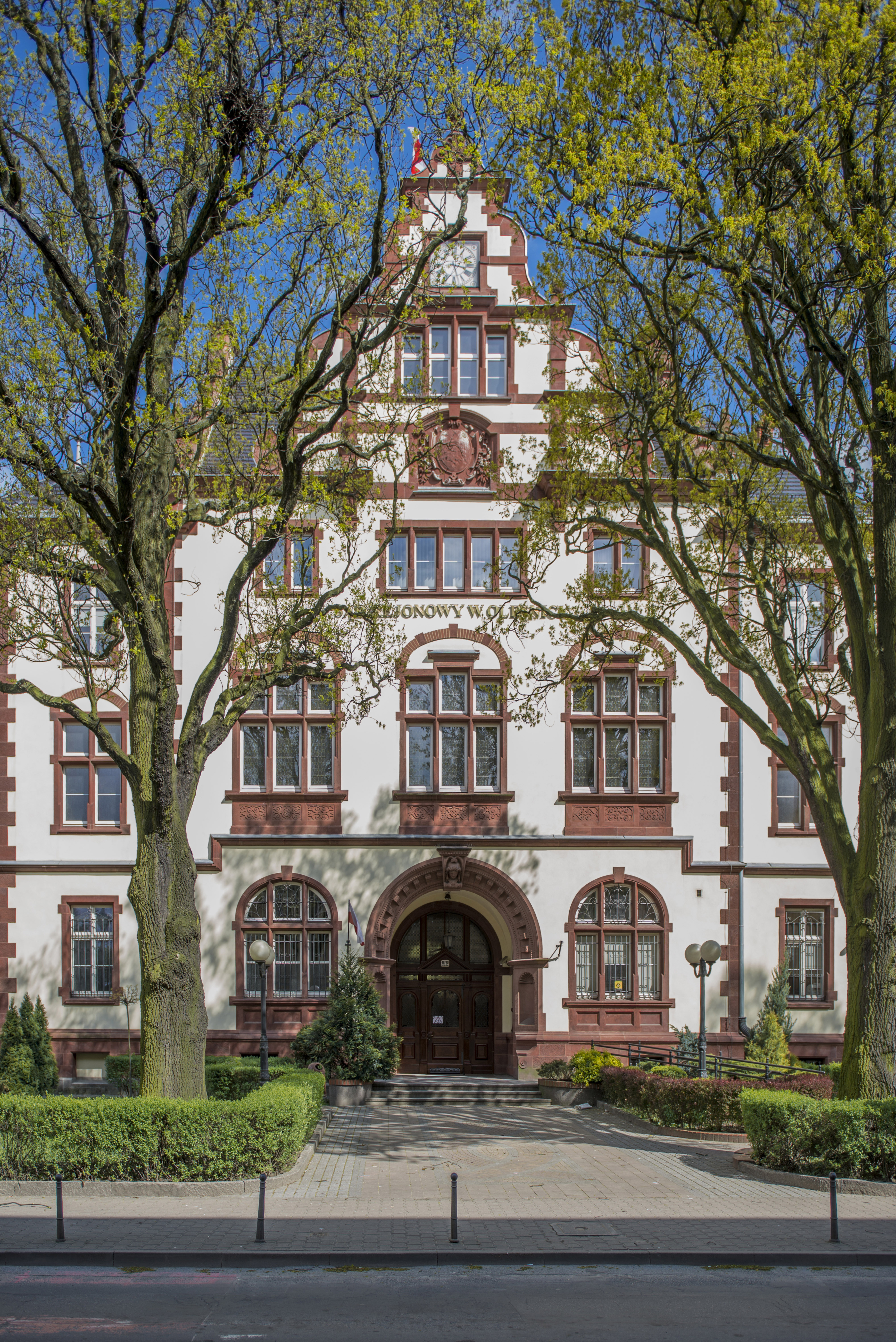
Здание суда
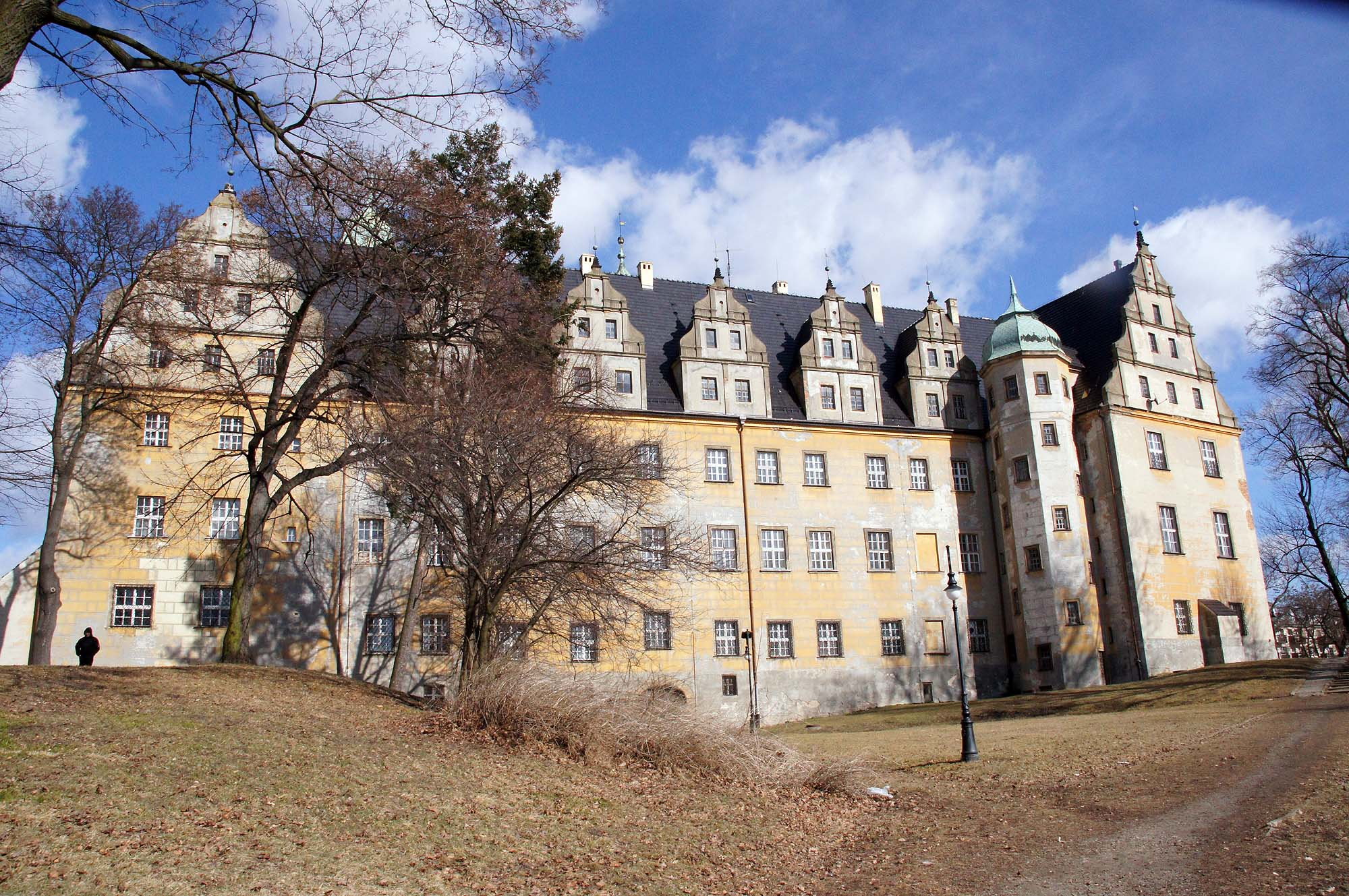
Замок
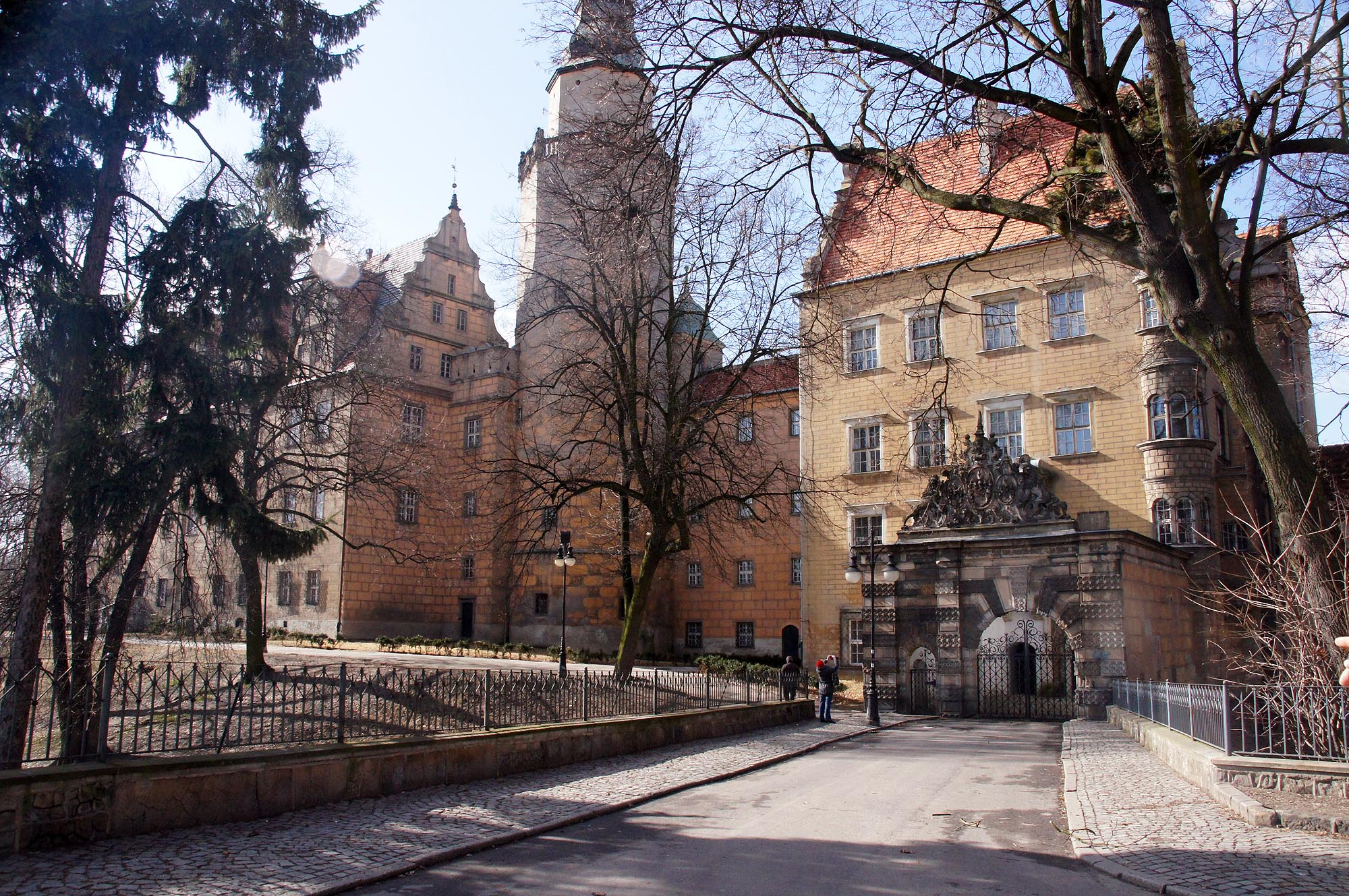
Замковые ворота
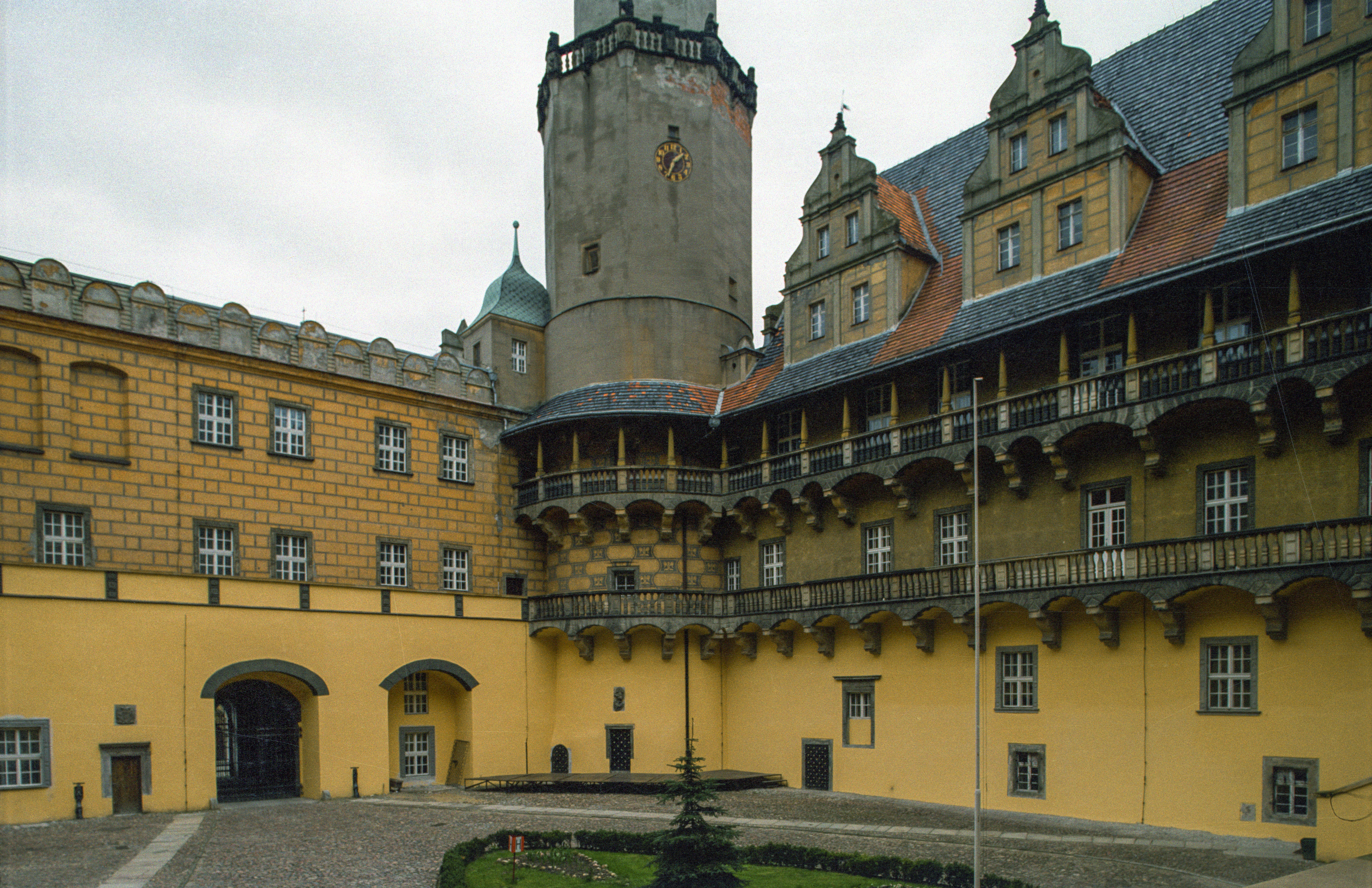
Внутренний двор замка
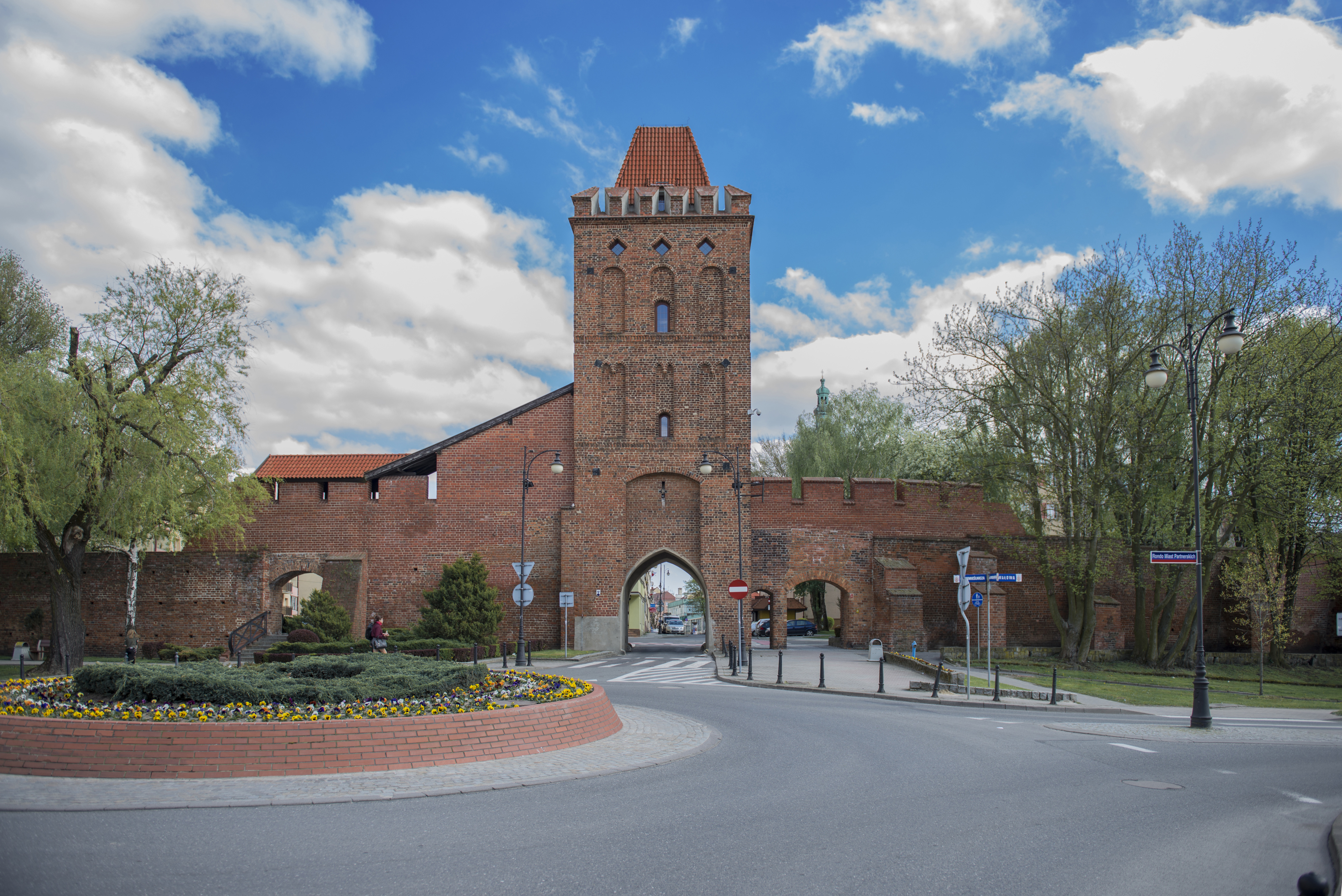
Городские ворота
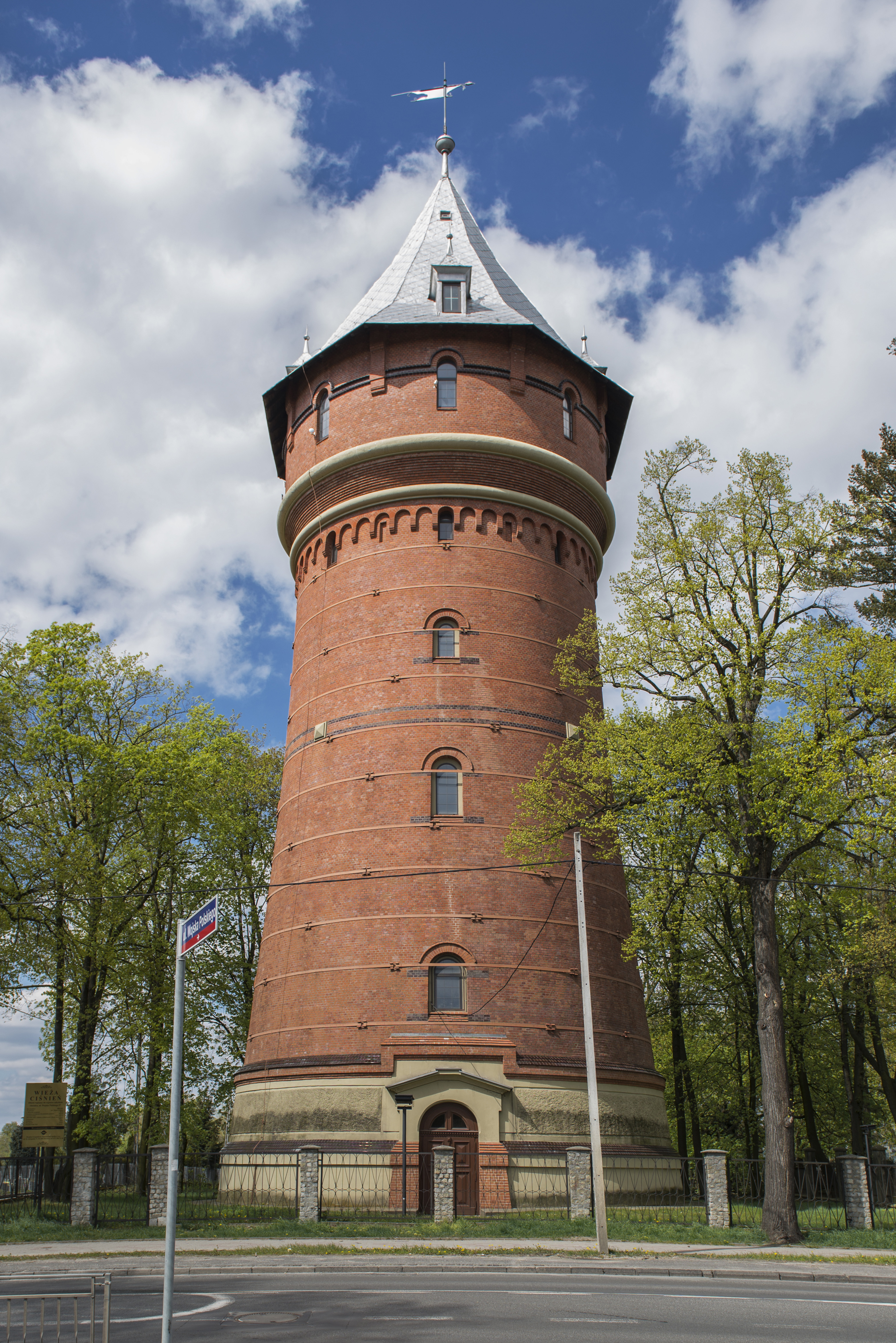
Башня
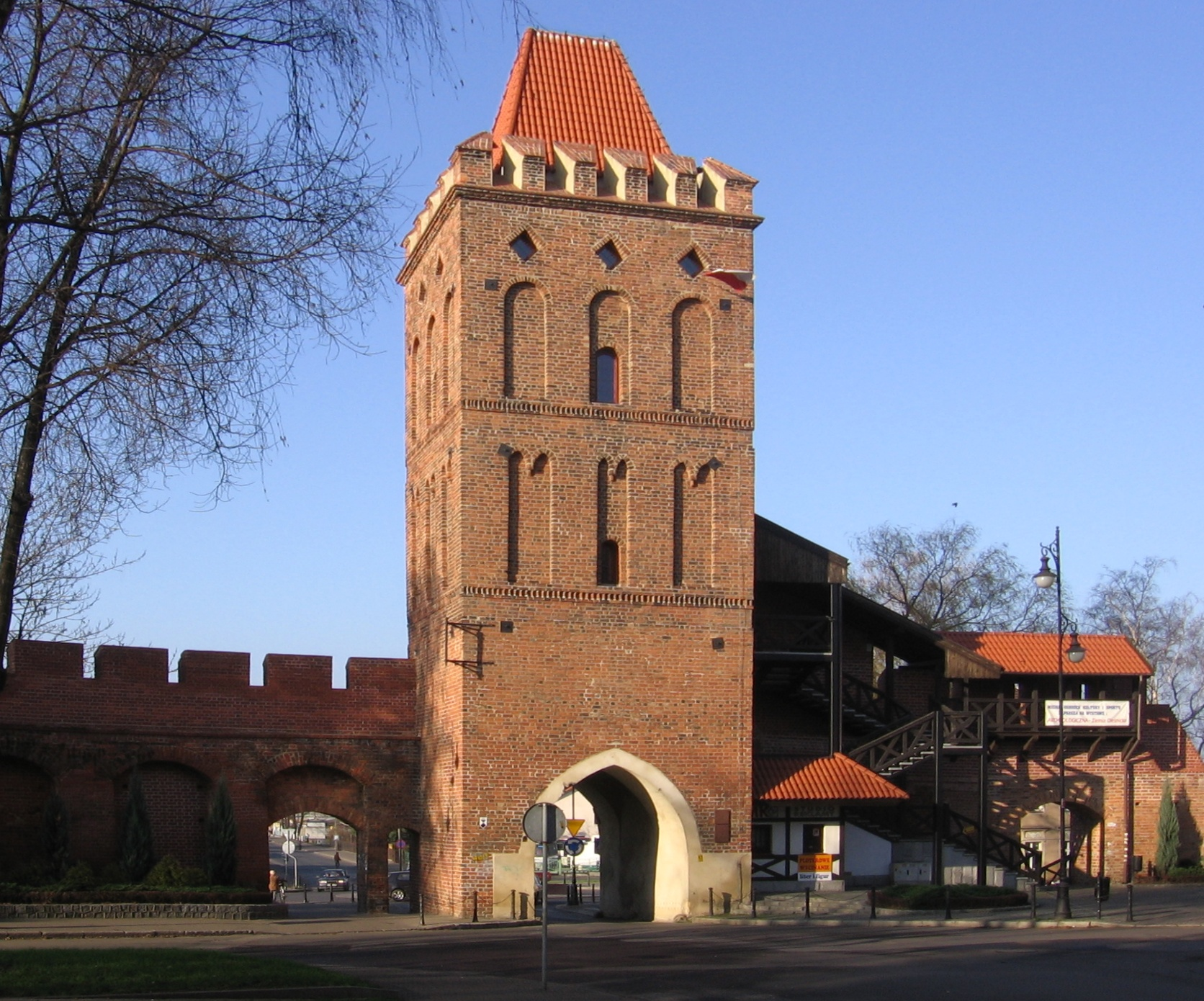
Башня
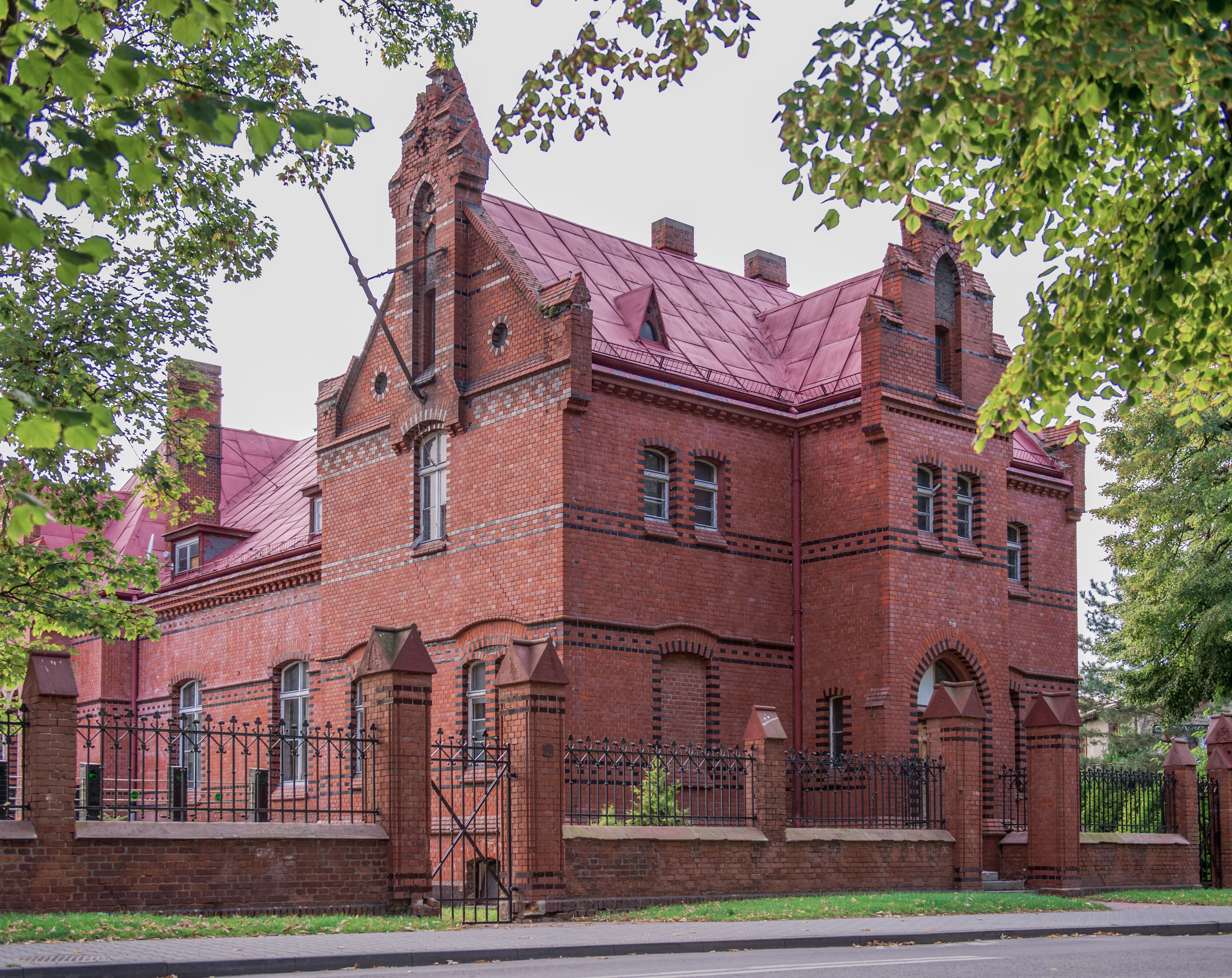
Казино
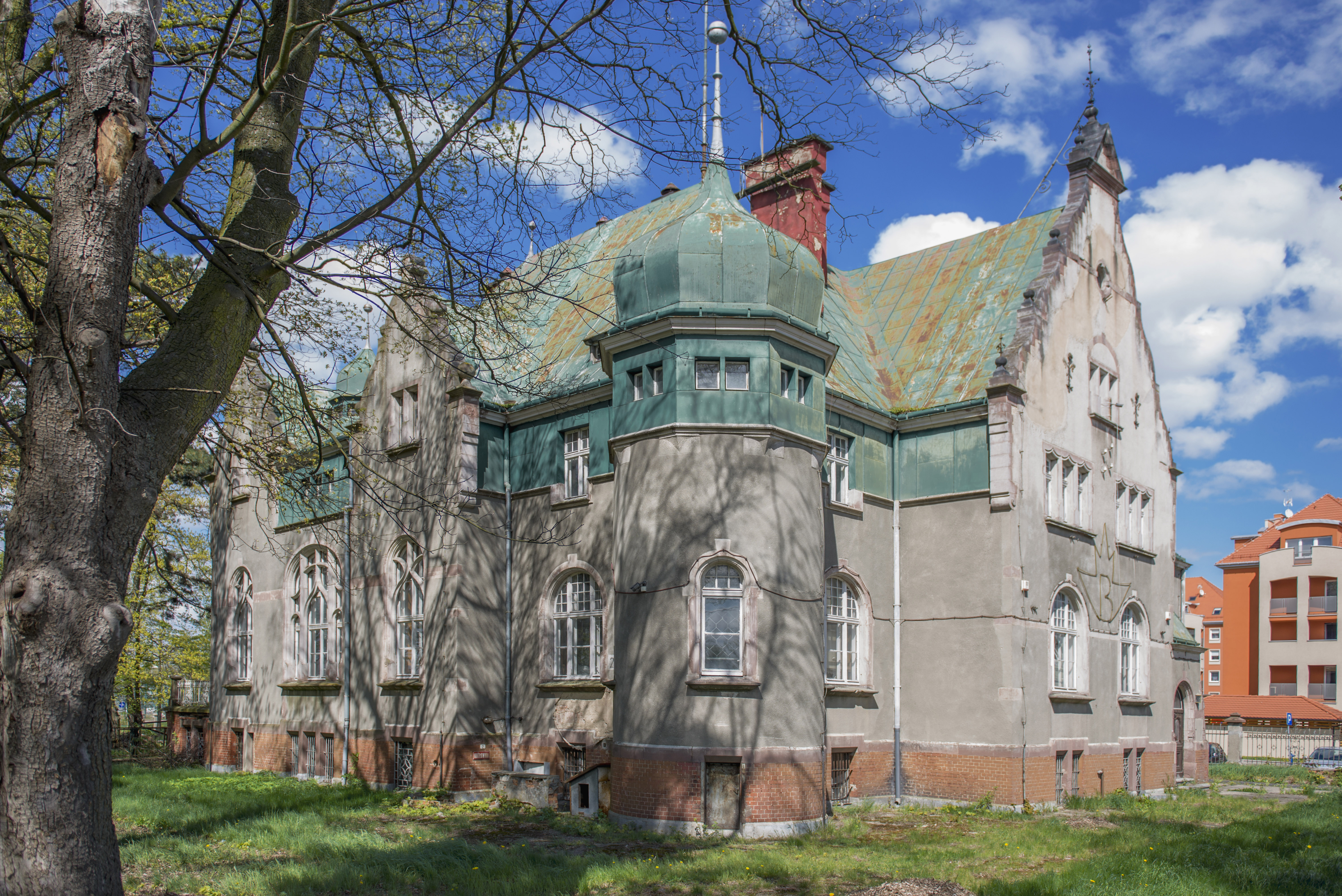
Казино
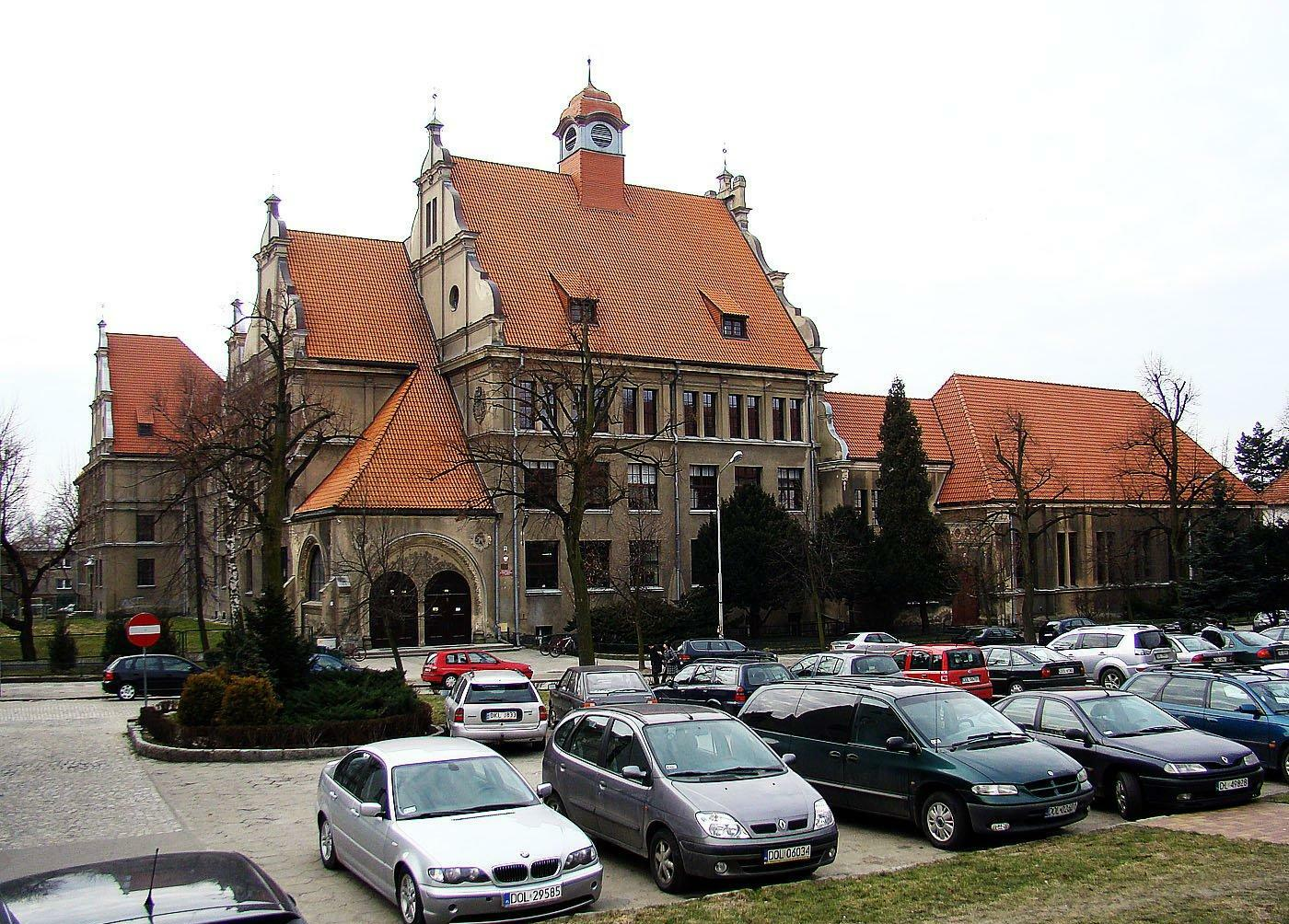
Лицей
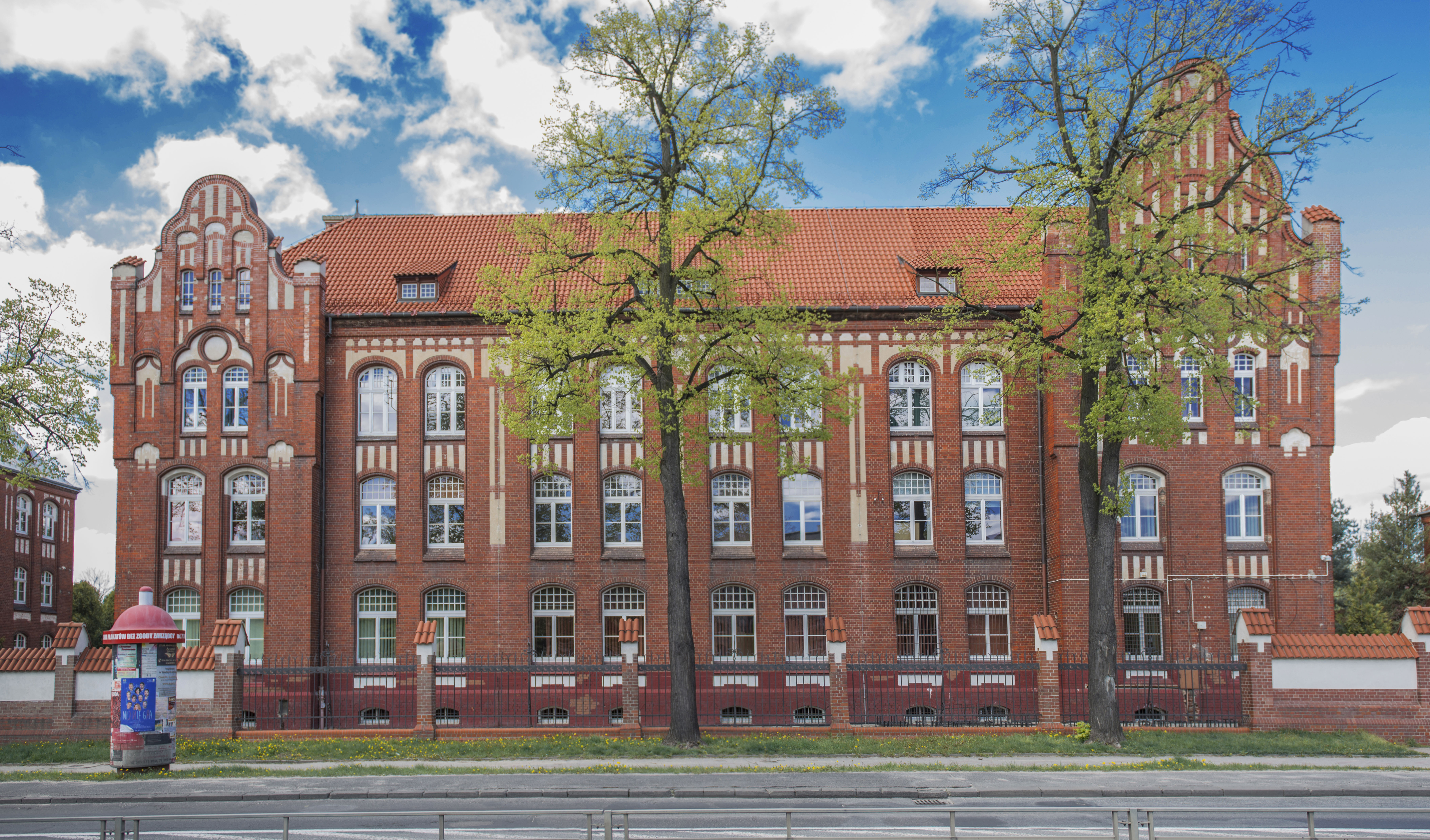
Лицей
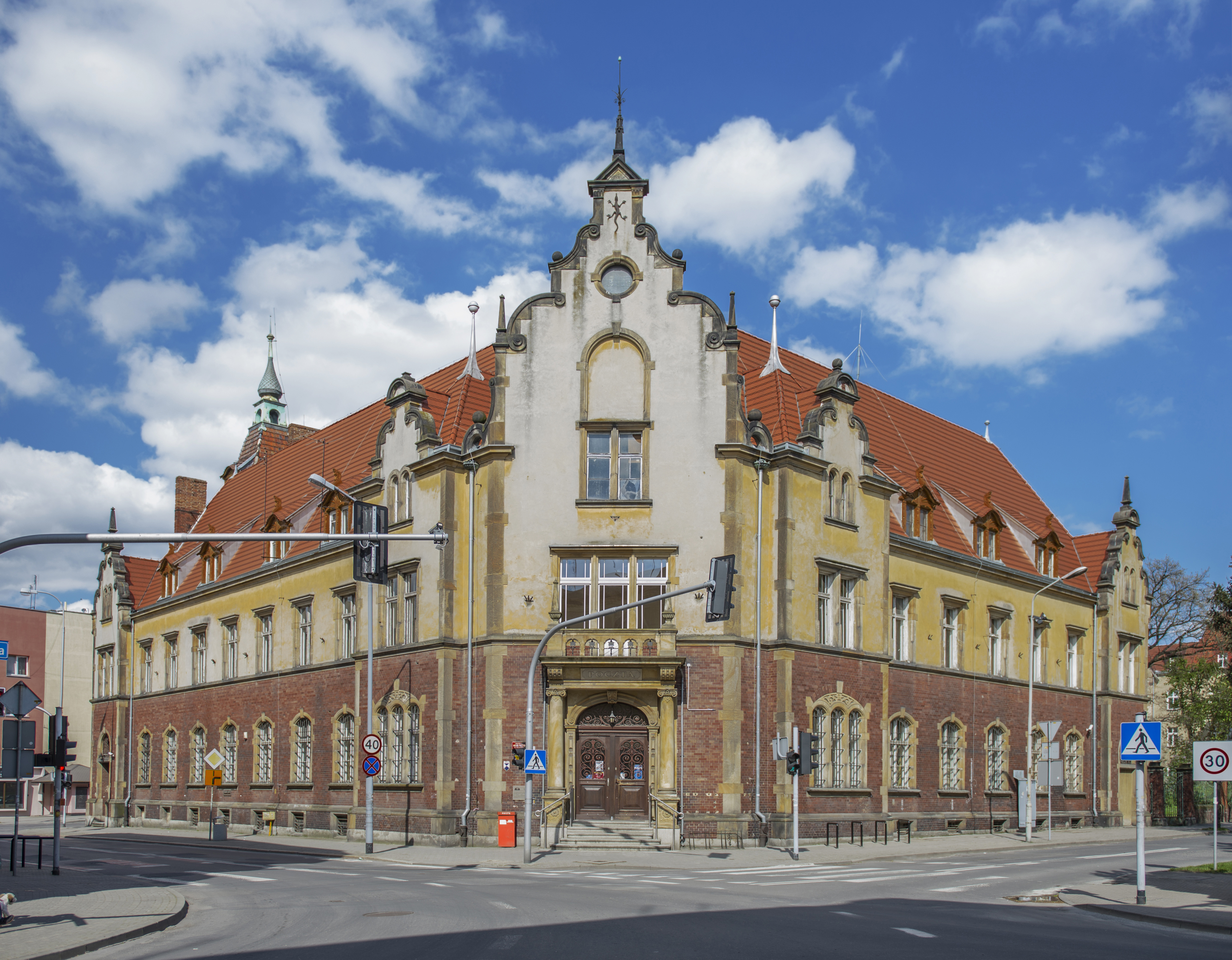
Почта